# Aldobrandino da Polenta
Aldobrandino da Polenta, (Ravenne, .... – 1406), est un seigneur italien, seigneur de Ravenne de la famille da Polenta.

## Biographie
Aldobrandino da Polenta  et ses frères ont emprisonné puis tué leur père Guido III da Polenta en 1389.
Par la suite tous ses frères sont successivement morts, probablement assassinés par Obizzo. Ainsi quand il meurt en 1406, Obizzo prend en main seul la seigneurie de Ravenne.